# Colline fortifiée d'Arasalo
La colline fortifiée d'Arasalo (finnois : Arasalon linnavuori) ou colline du diable d'Arasalo (finnois : Arasalon pirunvuori est une colline fortifiée de l'âge du fer située sur une ancienne île du lac Kyrösjärvi, dans le village d'Isoröyhiö à Ikaalinen en Finlande,,.

## Ancien fort
La colline rocheuse culmine à environ 24 mètres au-dessus de l'eau et son étendue est d'environ 40 mètres par 70 mètres.
Avant l'on fasse baisser d'environ 4 à 4,5 mètres le niveau du lac Kyrösjärvi au XIXe siècle, l'eau atteignait presque le pied des falaises de la colline.
Sur le flanc sud-est, un mur de protection en pierre d’environ 20 mètres de long a été construit,,,.

## Fouilles
Hjalmar Appelgren-Kivalo a effectué des fouilles archéologiques sur le site en 1891 et Julius Ailio en 1903. Lors de l'exploration de la colline, des traces suggérant une occupation à l'âge de pierre et une hache de guerre de l'âge du fer ont été découvertes. 
En 1998, Olli Soininen a effectué une visite sur place pour évaluer l'état de la colline et de ses environs,,,,.